# Liste der denkmalgeschützten Objekte in Lessach
Die Liste der denkmalgeschützten Objekte in Lessach enthält die 8 denkmalgeschützten, unbeweglichen Objekte der Gemeinde Lessach im Salzburger Bezirk Tamsweg.

## Denkmäler
| Foto |                 | Denkmal                                                               | Standort                                   | Beschreibung | Metadaten |
| ---- | --------------- | --------------------------------------------------------------------- | ------------------------------------------ | --- | --- |
| ja   | Datei hochladen | Getreidekasten Baierlkasten HERIS-ID: 27442 Objekt-ID: 23969seit 2012 | Lessach 15 Standort KG: Lessach            | Ein Kleinspeicher aus der 1. Hälfte des 18. Jahrhunderts, der im Jahr 2005 generalsaniert wurde. Die Einrichtungen zur Lagerung von Speck und Brot sind noch im Originalzustand vorhanden. | BDA-Hist.: Q37911361 Status: Bescheid Stand der BDA-Liste: 2025-06-30 Name: Getreidekasten Baierlkasten GstNr.: 14 Getreidekasten Baierl, Lessach |
| ja   | Datei hochladen | Pferdestall des Grubergutes HERIS-ID: 31030 Objekt-ID: 27950          | bei Lessach 63 Standort KG: Lessach        | | BDA-Hist.: Q37939768 Status: Bescheid Stand der BDA-Liste: 2025-06-30 Name: Pferdestall des Grubergutes GstNr.: 817/1 Pferdestall des Grubergutes |
| ja   | Datei hochladen | Kirchhof HERIS-ID: 27451 Objekt-ID: 23978                             | Standort KG: Lessach                       | Urkundlich wurde der Friedhof erstmals zu Beginn des 17. Jahrhunderts erwähnt. Die Gräber, Sarchengräber genannt, sind einheitlich und soll die Gleichheit der Menschen im Tod darstellen. Der Lessacher Friedhof ist im Internationalen Friedhofsmuseum in Wien eingetragen.                                                                                     | BDA-Hist.: Q37911382 Status: § 2a Stand der BDA-Liste: 2025-06-30 Name: Kirchhof GstNr.: 47                                                       |
| ja   | Datei hochladen | Kath. Pfarrkirche hl. Paulus HERIS-ID: 27424 Objekt-ID: 23951         | Standort KG: Lessach                       | Der neugotische Sakralbau mit einem einschiffigen Langhaus wurde von 1909 bis 1910 unter Einbeziehung der Hauptmauern des Vorgängerbaues aus dem Jahr 1763 errichtet. Im Zuge einer Restaurierung wurden die Fassaden mit den roten Eckquadern und Fenstereinfassungen 1986 wieder hergestellt und eine barocke Sonnenuhr an der südlichen Schiffwand freigelegt. | BDA-Hist.: Q24114873 Status: § 2a Stand der BDA-Liste: 2025-06-30 Name: Kath. Pfarrkirche hl. Paulus GstNr.: .7 Pfarrkirche Lessach               |
| ja   | Datei hochladen | Bauernhofanlage Gambsgut HERIS-ID: 27454 Objekt-ID: 23981             | Zoitzach 12 Standort KG: Zoitzach          | Der mächtige Gruppenhof am östlichen Berghang stammt im Wesentlichen aus dem 17. Jahrhundert. Er besteht aus dem zweigeschoßigen gemauerten Wohnhaus, zwei alten und einem neuen Wirtschaftsgebäude, einem Kornkasten, der ehemaligen Schmiede, einem Brunnen und der Kapelle.                                                                                    | BDA-Hist.: Q37911412 Status: Bescheid Stand der BDA-Liste: 2025-06-30 Name: Bauernhofanlage Gambsgut GstNr.: 579, 573                             |
| ja   | Datei hochladen | Bauernhof, ehem. Karnergut HERIS-ID: 27425 Objekt-ID: 23952           | Zoitzach 41 Standort KG: Zoitzach          | Ein Lungauer Gruppenhof mit Wohnhaus, großem Stall, Schafstall und gemauertem Getreidekasten. Das zweigeschoßige Wohnhaus stammt in wesentlichen Teilen wohl aus dem 16. Jahrhundert. 1983 wurde der Hofverband unter Denkmalschutz gestellt. | BDA-Hist.: Q37911244 Status: Bescheid Stand der BDA-Liste: 2025-06-30 Name: Bauernhof, Ehem. Karnergut GstNr.: 366/1 Karnergut, Lessach           |
| ja   | Datei hochladen | Karnerkapelle HERIS-ID: 27456 Objekt-ID: 23983                        | Standort KG: Zoitzach                      | Die Karnerkapelle ist eine quadratische Wegkapelle mit geschwungenem Schindeldach vom Anfang des 19. Jahrhunderts. Die drei Ölbilder (Marienkrönung, hll. Petrus und Paulus, hll. Jakob und Leonhard) sind mit Andrä Moser 1874 bezeichnet. | BDA-Hist.: Q37911428 Status: § 2a Stand der BDA-Liste: 2025-06-30 Name: Karnerkapelle GstNr.: 265 Karnerkapelle Zoitzach                          |
| ja   | Datei hochladen | Ruine Thurnschall HERIS-ID: 27457 Objekt-ID: 23984seit 2019           | Zoitzach 8, westlich Standort KG: Zoitzach | Ruine einer Burg aus dem 13. Jahrhundert; Mauern mit bis zu 8 m Höhe und mehr als 3 m Dicke sind erhalten. | BDA-Hist.: Q15790406 Status: Bescheid Stand der BDA-Liste: 2025-06-30 Name: Ruine Thurnschall GstNr.: 254 Ruine Thurnschall                       |